# Louis Gaspard Adrien de Limburg Stirum
Pour les autres membres de la famille, voir Maison de Limburg Stirum.
Le comte Louis Gaspard Adrien van Limburg Stirum, né à Groningue le 10 janvier 1802 et mort à Arnhem le 30 août 1884, est un homme politique néerlandais. 

## Biographie
Fils d'Otto Ernst Gelder van Limburg Stirum (1752-1826) et de Maria Albertina van Maneil (1772-1850).
Il est le beau-père de Willem van Heeckeren van Kell.
Il doit son prénom à Louis Gaspard Dard d'Espinay (1753-1808), général français, épouse de sa tante Adrienne Sophie van Maneil (1774-1850).

## Fonctions et mandats
- Membre de la seconde Chambre : 1840
- Membre de la première Chambre des États généraux : 1848-1850, 1880-1884
- Président de la première Chambre des États généraux : 1849-1850
- Commissaire du Roi de Groningue : 1850-1853
- Commissaire du Roi de Gueldre : 1853-1880
- Ministre d'État : 1873-1884

## Distinctions
- Commandeur de l'ordre du Lion néerlandais

## Sources
- Parlement & Politiek